# ZONe
ZONe（ゾーン）は、サントリーフーズが発売しているエナジードリンク。

## 解説
2019年（令和元年）12月に「β版」としてAmazonと大学生協で販売され、Amazonではエナジーカテゴリー新着ランキング1位となった。テスト販売を行った理由は、「今までにない新しいエナジードリンクが出る」ということを伝え、「デジタルネイティブ時代のエナドリとして従来型のマスプロモーションに依存しすぎることなくユーザーとの関係を構築したい」という意図からであった。
その後、2020年（令和2年）5月12日から、「ZONe Ver.1.0.0」と「ZONe FIREWALL Ver.1.0.0」の2種類の正式販売が開始されている。正式販売に際しては、テスト販売で寄せられた「インパクトが少ない」などの意見を踏まえ、アルギニンの増量により「よりエナジーとしてパンチのある味」への変更が図られた。
当初、カフェインは75mg配合されていたが、2021年6月8日の「ZONe Ver.2.0.0」からは、レギュラーフレーバー（通称「黒ZONe」）のみカフェイン150mgに増量されている。その他のフレーバーは基本的にカフェイン75mgのままである。
回数制限はあるもののQRコードを読み込ませると購入金額が電子マネーで全額キャッシュバックされたり、黒ZONeをローソンやファミリーマートで購入すると次期発売予定のZONeの無料引換券が貰えるなど他に類を見ない斬新なキャンペーンも行われた。

## 特徴
ZONeの特徴には、ITサービスのプロダクト開発になぞらえ、定期的に商品のバージョンアップを行っていることが挙げられる。
「圧倒的においしく、誰でも手軽に没入できるデジタル新世代のエナジードリンク」をコンセプトとし、eスポーツ、アニメ、漫画、デジタル系の音楽など、「没入状態が必要なカルチャー」のサポートを掲げる。商品名は、スポーツ選手などがフロー状態のようになった際の「ゾーンに入った」に由来している。

## 広告戦略
ZONeは、一貫して「eカルチャー」（音楽、ゲーム、eスポーツ、アニメなど）のクリエイターやアーティスト、プレイヤー、ファンを訴求軸に置いており、そのためプロモーションにおいてはYOASOBI、キズナアイ、LiSA、Creepy Nutsなどの、ネットやアニメカルチャーとの親和性の高いアーティストとのコラボを行っている。そのほか、これまでに『ウマ娘 プリティーダービー』、Studyplus、『月刊ムー』などとのコラボを展開している。
また、eスポーツチームの選手やゲーム配信者のサポート、アニメ・マンガとのコラボ、大学のオンライン学祭の支援などを通じて、顧客との繋がりを構築している。
公式アンバサダーという位置付けのオリジナルキャラクター「ぞん子」も存在し、TwitterやYouTubeといったSNSでの広報活動を通して、ファンの増加が図られている。ぞん子はeスポーツを応援する女の子というキャラクター設定で、デザインを担当したイラストレーターのLAMは「『ZONe』を飲んだ瞬間の“スイッチが入って覚醒するイメージ”から 、インスピレーションをバチバチに受けて産まれたのが“ぞん子”です」と述べている。声優は歌い手のななひらで、2024年12月29日には、彼女の声を元にしたVOICEVOX音源がリリースされた。

## テーマソング
ZONeの公式テーマソングとして、'Dive into the ZONe"がある。作詞作曲は「TORIENA」。2022年4月28日にYouTubeでプレミア公開された後、サブスクリプションサービス及びデジタルリリースで配信。同年12月22日にはセガのアーケードゲーム『maimaiでらっくす』にも収録。

### クレジット
- Dive into the ZONe/ぞん子
  - 作詞・作曲：TORIENA
  - イラスト制作：LAM/みずは
  - 動画制作：雷雷公社/異次元TOKYO/帝國HOTEL
  - 製作総指揮：篠田 利隆(異次元TOKYO)/大久保 "youkiss" 優樹(異次元TOKYO) / 伊藤 慧(異次元TOKYO)
  - CG Artist & Motiongrapher : yonayona graphics
  - Pixel Artist : Muscat / 帝國HOTEL
  - Motion Designer(帝國HOTEL Pixel Part) : ARaY
  - Animator : 岸本 威(えるマネージメント)
  - Animation Producer:渡邊 竜実(Eallin Japan)
  - Online Composite : 尾熊 貴之(DTJ)
  - Online Assistant : 中村 昂太(DTJ)

## ラインナップ

### 現行製品
- ボトル缶製品（400ml）
  - HYPER ZONe
  - HYPER ZONe ZERO
  - HYPER ZONe WHITE PEACE
  - HYPER ZONe DARK INFERNO
  - ALLNEW HYPER ZONe
  - ALLNEW HYPER ZONe ZERO
  - U.F.O ZONe ENERGY  - 2025年6月に発売された、日清焼きそばUFOとのコラボレーション商品[12]
- ロング缶製品（500ml）
  - ZONe MAX IMPACT[13]
  - ZONe Utopia Ver.1.1.8
  - ZONe ENERGY BIG LUCK 2024
  - ZONe ENERGY SUMMER VIBES[14]
- ショート缶製品（240ml）
  - ZONe QUICK BOOST Ver.2.0.0
  - ZONe QUICK BOOST Utopia
  - ZONe ENERGY FRUITS MIX BOOST

### 販売終了品
- ロング缶製品（500ml）
  - ZONe β Ver.0.8.5
  - ZONe Ver.1.0.0

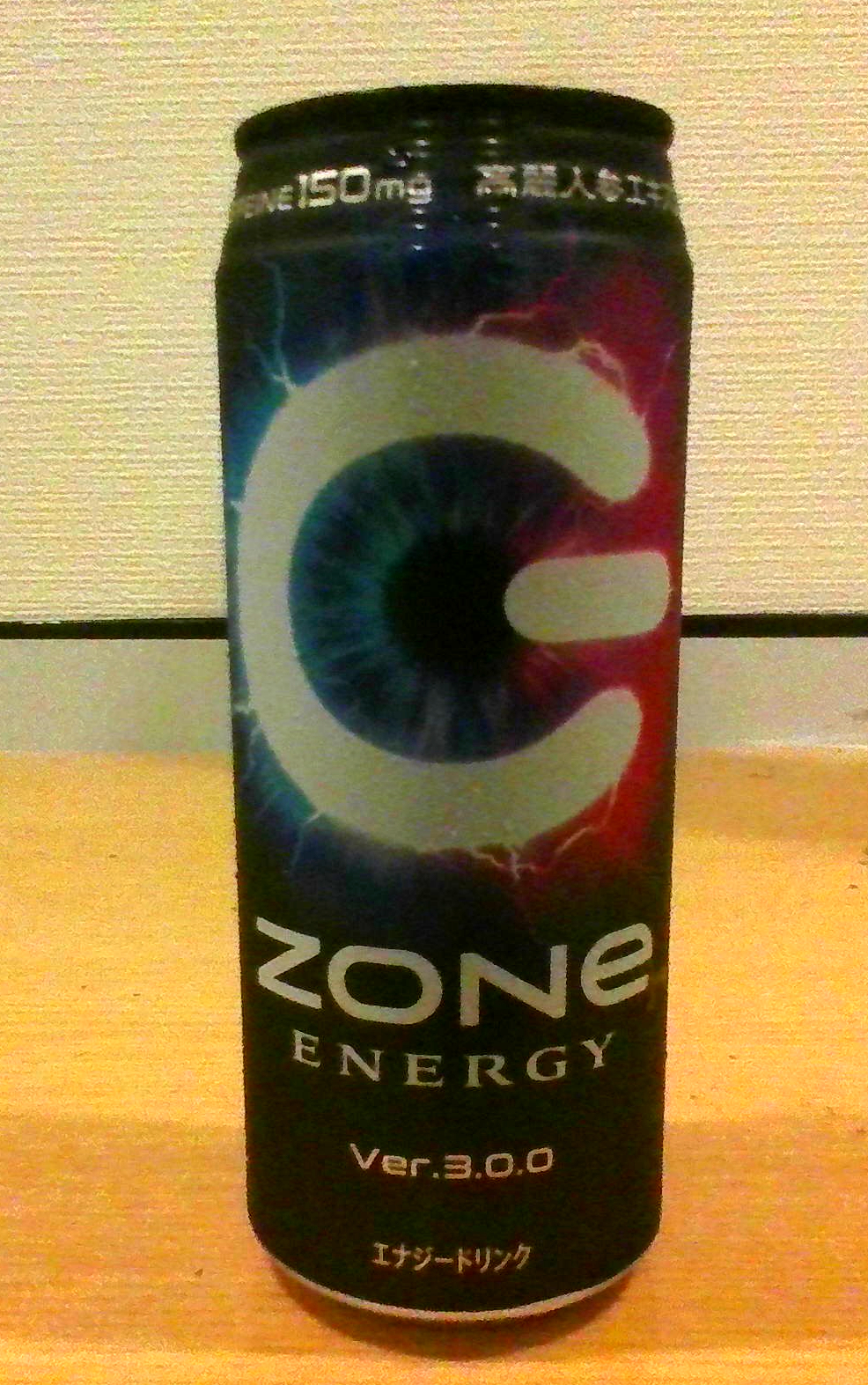
ZONe Ver.3.0.0

  - ZONe Ver.1.3.9
    - ZONe Ver.1.3.9 今際の国のアリス コラボデザイン版
    - ZONe Ver.1.3.9 Ver.PS5
    - ZONe PS5 edition Ver.1.0.0

  - ZONe Ver.2.0.0
    - ZONe Ver.2.0.0 キングダム コラボデザイン版

  - ZONe Ver.2.2.0 Type-T
    - ZONe Ver.2.2.0 Type-T Creepy Nuts コラボデザイン版

  - ZONe Ver.3.0.0
  - ZONe Unlimited ZERO Ver.1.0.0
  - ZONe Firewall Ver.1.0.0
  - ZONe DEEP DIVE Ver.1.0.0
  - ZONe Utopia Ver.1.0.0
  - ZONe Trance Ver.1.0.0
  - ZONe mad_hacker Ver.1.0.0
  - ZONe INVISIBLE SNIPER Ver.1.0.0（コール オブ デューティ モバイル コラボ）
  - ZONe Infinity Gate Ver.1.0.0
  - ZONe graffiti holic Ver.1.0.0
  - ZONe COLD SLEEP Ver.-1.9.6 - ライチの他にグレープフルーツ果汁が含まれていたため薬剤の相互作用を考慮しカフェインの注意書きの他に「この商品にはグレープフルーツが含まれています。」と注意書きされていた。[15]
  - ZONe TOUGHNESS Ver.1.0.0（ウマ娘 プリティーダービー コラボ）
  - ZONe BLOOD Ver. 1.0.0（チェンソーマン コラボ）
  - ZONe Endless Night Ver.1.0.0（PPIHグループ限定販売）
  - ZONe REVENGE Ver. 1.0.0（東京卍リベンジャーズ コラボ）
  - ZONe Big Luck Ver. 1.0.0
  - ZONe HAPPPPPY TEA Ver. 1.0.0
  - ZONe ENERGY TYPHOOON
  - ZONE ENERGY EGO （ブルーロック コラボ）
  - ZONe ENERGY A-G-I-T（PPIHグループ限定販売）
  - ZONe ENERGY BiGAiR
  - ZONe Crazy Bacance
  - ZONe DEEP DIVE Ver.1.0.920

- ショート缶製品（240ml）
  - ZONe QUICK BOOST βVer.0.9.19
  - ZONe QUICK BOOST Ver.1.0.0

- ゼリードリンク製品（180g）
  - ZONe ENERGY GEAR Ver. 1.0.0
  - ZONe ENERGY GEAR Utopia Ver.1.0.0
  - ZONe ENERGY GEAR MIRACLE GRAPE Ver.1.0.0

- コーヒー飲料（245ml）
  - KILLER COFFEE by ZONe 覚醒ビターBLACK
  - KILLER COFFEE by ZONe 覚醒スイートLATTE